# Seingbouse
Seingbouse (deutsch Sengbusch) ist eine französische Gemeinde mit 1695 Einwohnern (Stand 1. Januar 2022) im Département Moselle in der Region Grand Est (bis 2015 Lothringen). Sie gehört zum Arrondissement Forbach-Boulay-Moselle.

## Geografie
Die Gemeinde Seingbouse liegt fünf Kilometer von der deutsch-französischen Grenze entfernt und vier Kilometer südlich von Freyming-Merlebach. Der Oberlauf der Deutschen Nied verläuft an der Südgrenze der Gemeinde.

## Geschichte
Der Ort wurde 1594 erstmals als Senghauss erwähnt. Weitere Schreibweisen lauteten Seingbuss (1595), Zanbouss (1606), Seinebouss (1684) und Sengbousse (18. Jahrhundert).

### Wappen
Beim Wappen von Seingbouse handelt es sich um ein „Redendes Wappen“: dargestellt wird ein brennender Wald (vom deutschen Sengbusch = versengter Busch ausgehend).

### Bevölkerungsentwicklung
| Jahr                       | 1962 | 1968 | 1975 | 1982 | 1990 | 1999 | 2009 | 2019 |
| Einwohner                  | 1020 | 1066 | 1429 | 1575 | 1717 | 1708 | 1902 | 1753 |
| Quellen: Cassini und INSEE |      |      |      |      |      |      |      |      |

## Sehenswürdigkeiten
- Kirche Saint Jacques aus dem 19. Jahrhundert
- Mariahilf-Kapelle

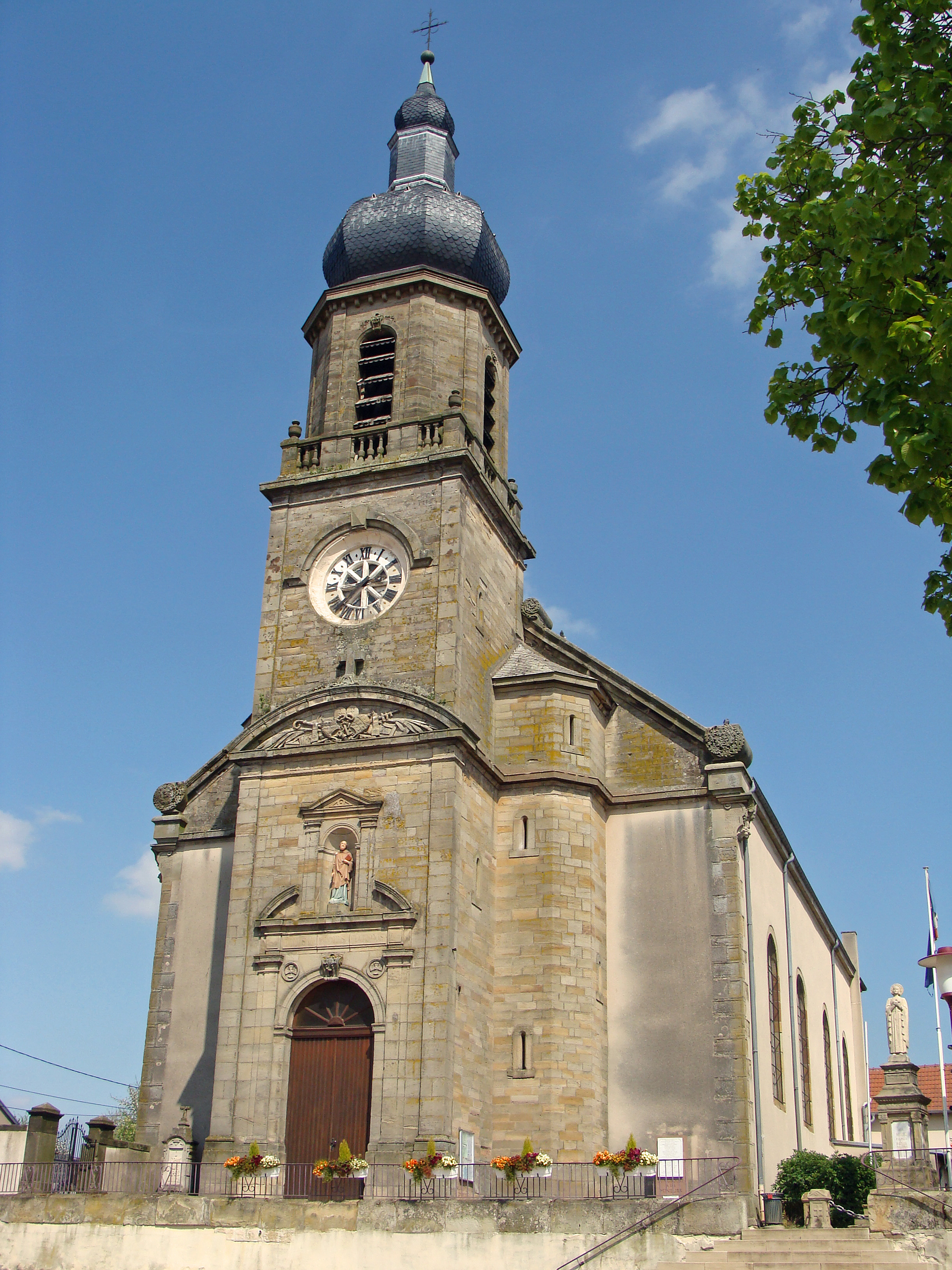
Kirche St. Jakobus der Ältere
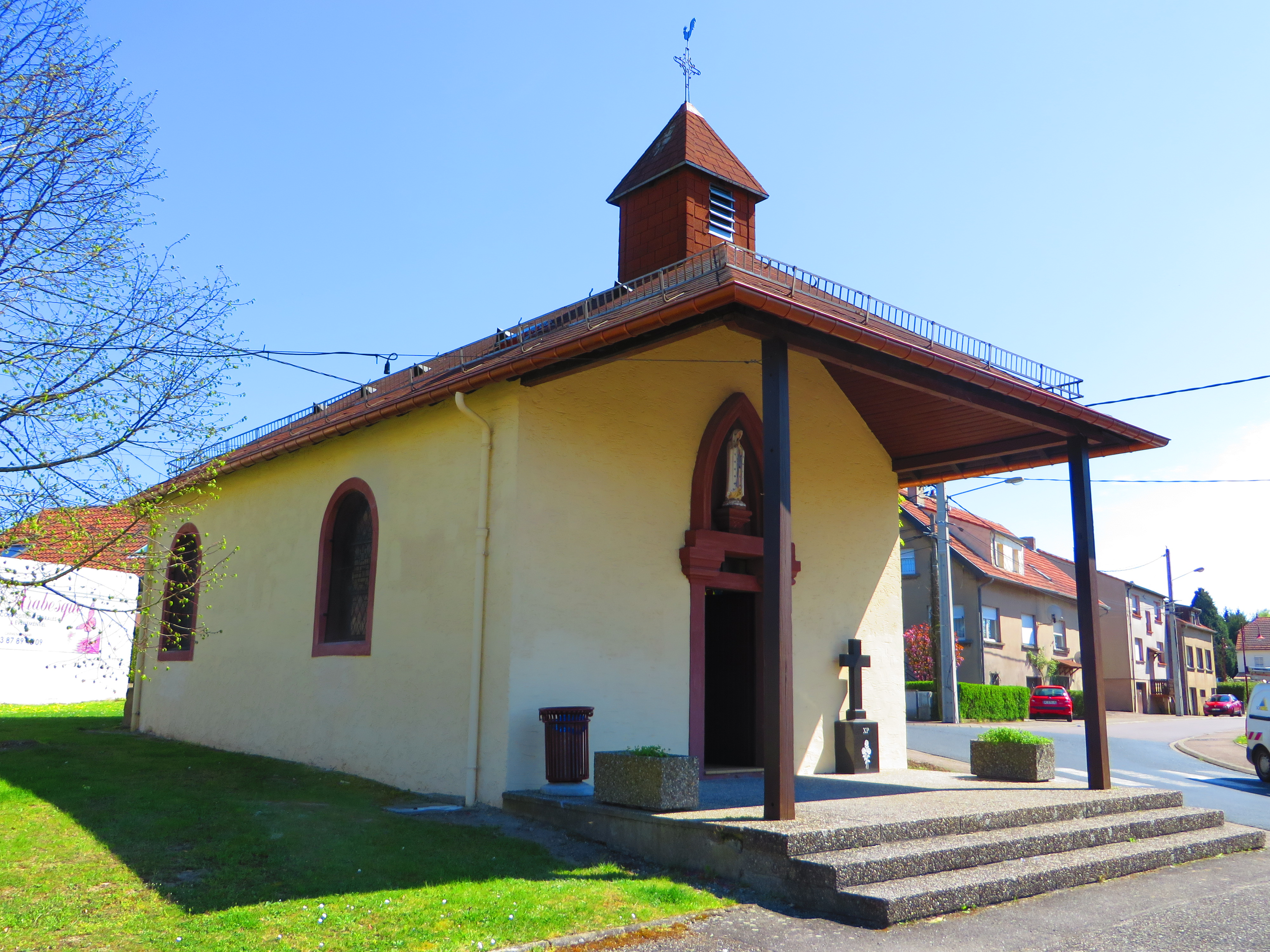
Mariahilf-Kapelle

## Belege
1. ↑  Wappenbeschreibung auf genealogie-lorraine.fr (französisch)